# Reducción de Yapeyú
La reducción de Nuestra Señora de los Santos Reyes de Yapeyú (o Nuestra Señora de los Tres Reyes de Yapeyú) (1627) fue una de las misiones que la Compañía de Jesús estableció en la provincia jesuítica del Paraguay dentro del Imperio español. La reducción se hallaba en la margen derecha del río Uruguay, en el lugar en donde hoy se halla la ciudad de Yapeyú, en la provincia de Corrientes, Argentina. También conocida como "Pueblo de Yapeyú", se la vincula con la "Gran estancia de Yapeyú", que hoy abarcaría tres fronteras: Argentina, Brasil y Uruguay.
Debido a que se hallaba en el área limítrofe entre la nación guaraní y los pueblos nómadas del grupo charrúa (yaros, bohanes, guenoas) la misión incorporó elementos multiétnicos, incluyendo indígenas desplazados de áreas hoy pertenecientes al Brasil (tapes) y guaraníes de las islas del delta del río Paraná (chandules). 
Al ser expulsados los jesuitas en 1768 pasó a ser controlada por los dominicos, siendo secularizado su gobierno político. El régimen reduccional llegó a su fin al decretar la Primera Junta de Buenos Aires el 8 de junio de 1810 la igualdad de los indígenas con la población criolla y europea. El pueblo de Yapeyú participó de las guerras civiles argentinas y de la invasión lusobrasileña, siendo destruido por completo por los portugueses el 13 de febrero de 1817.

## Antecedentes
El 11 de agosto de 1588 llegó a Asunción, entonces capital de la gobernación del Río de la Plata y del Paraguay, procedente del Brasil el primer grupo de misioneros de la Compañía de Jesús. Dos años después se les unió otro grupo procedente del Perú, pero la misión fue abandonada antes de finalizar el siglo XVI.
El 9 de febrero de 1604 el general de la Compañía de Jesús, Claudio Acquaviva, ordenó la creación de la provincia jesuítica del Paraguay con un extenso territorio que abarcaba la mayor parte del cono sur de América, con sede en Córdoba, efectivizándose la provincia en 1608. En esta nueva etapa los jesuitas debían abandonar el sistema de misiones volantes y establecer reducciones de indios, para lo cual una real cédula del 16 de marzo de 1608 ordenó al gobernador Hernandarias que los jesuitas se dirigieran al Paraná, al Guayrá y a la región de los guaicurúes en el Gran Chaco, lugares en donde los indígenas quedarían eximidos del servicio de la encomienda.
En 1617 la gobernación fue dividida, creando en su parte sur la gobernación del Río de la Plata, con sede en Buenos Aires, a la cual el rey Felipe III dispuso en dos reales cédulas de 1625 y 1626 agregar los territorios de las misiones jesuíticas del Paraná.

## Las misiones del río Uruguay
En 1619 el padre Roque González de Santa Cruz fue encargado de predicar en la región del alto río Uruguay, bajo dependencia de Diego de Boroa como superior de la misión del Paraná y del Uruguay con sede en Itapúa. El 8 de diciembre de ese mismo año González de Santa Cruz fundó la reducción de Nuestra Señora de la Limpia Concepción del Ibitiracuá (Concepción de la Sierra en la actual Misiones) y el 3 de mayo de 1626 San Nicolás de Piratiní (en el actual Brasil). 
A principios de 1626 el jesuita Pedro Romero partiendo de Buenos Aires remontó el río Uruguay, pero los charrúas lo obligaron a retornar. Preocupado el gobernador del Río de la Plata, Francisco de Céspedes, por los avances portugueses en la Banda Oriental y la no sumisión de los charrúas, decidió encargar a la Compañía de Jesús la fundación de reducciones en el Tapé y en la cuenca del río Uruguay, área que comprendía partes de las actuales provincias argentinas de Misiones, Corrientes y Entre Ríos, parte del Uruguay, y parte del estado brasileño de Río Grande del Sur. Para ello, durante la cuaresma de 1626 envió al español Hernando de Zayas para que remontara en canoa el río Uruguay y le entregara una carta al padre González de Santa Cruz con una invitación a bajar a Buenos Aires. Los charrúas lo retuvieron dos meses y luego le permitieron seguir viaje hasta Concepción del Ibitiracuá. González de Santa Cruz aceptó la invitación y bajó por el Uruguay con Zayas y una comitiva de guaraníes presidida por el cacique Nezú (o Ñeeazá), arribando el 24 de junio de 1626.
Tras lograr que Nezú prometiera obediencia a la corona de España, el 4 de julio de 1626 Céspedes formalizó la entrega a la Compañía de Jesús de las provincias o áreas del Uruguay y del Tapé. A fines de 1627 González de Santa Cruz fue designado superior de las misiones jesuitas del Uruguay. 

## Fundación

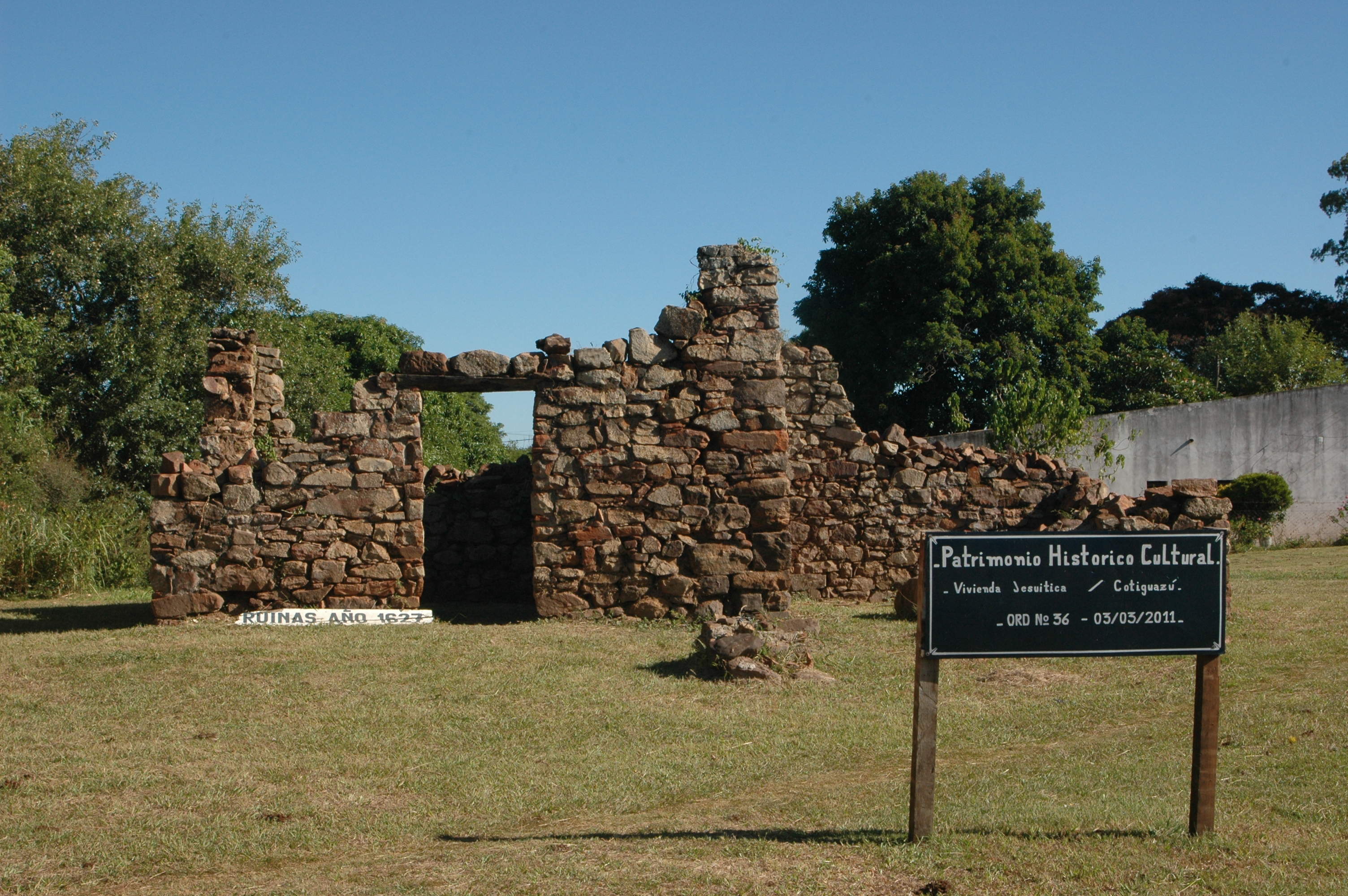
Ruinas de una vivienda jesuítica en Yapeyú.

Las dificultades que ofrecía la navegación del río Uruguay al sur del río Guaviraví, límite sur de las tierras ocupadas por los guaraníes y norte de las ocupadas por charrúas y yaros, llevó a los misioneros a fundar allí una reducción que les facilitara las comunicaciones.
En la Carta Annua firmada por el provincial Nicolás Mastrilli Durán el 12 de noviembre de 1628 expresó las razones por las que decidió la fundación:

Juzgué siempre de suma importancia, que ocupara la Compañía ese puesto, porque aseguraba por suya la conversión de toda esta provincia y de los del río Ibicuity, que también es parte de ella, y nos haríamos señores del paso para subir y bajar a Buenos Aires, cosa de suma importancia para el gobierno y comodidad de esta reducción, por la brevedad del camino respecto del que se andaba antes de que este se abriera. Y todo esto se ponía a contigencias, si los indios de este pueblo no estaban a nuestra obediencia.
XII Carta Annua, del padre provincial Nicolás Mastrilli Durán

Este sacerdote presidió la fundación de la reducción de Nuestra Señora de los Santos Reyes Magos de Yapeyú (o Nuestra Señora de los Tres Reyes de Yapeyú) el 4 de febrero de 1627, junto con los misioneros jesuitas González de Santa Cruz y Pedro Romero, quien quedó en la reducción como cura párroco. La reducción fue emplazada en la margen derecha del río Uruguay (actual Corrientes) un poco al norte de la desembocadura del arroyo Yapeyú, hoy denominado río Guaviraví, del cual tomó la reducción su nombre indígena. 
En la continuidad de la Carta Annua Mastrilli Durán expresó:

Por esas razones, cuando pasé al Guayrá, dejé muy encargado al padre Roque bajase a esta tierra y procurase en todo caso fundar un pueblo. El padre lo hizo y, por ser poca gente que halló, no le pareció bastante para fundación habiendo de ocupar en ella los Padres que, por falta grande de ellos, serían más necesarios en otra parte. Cuando volví de Guayrá, confirmándome cada día más en que convenía ocupar este punto, me determiné ir yo allá con el padre Roque y el padre Pedro Romero, y dar principio a la fundación con los indios que hallase por pocos que fuesen. Hicimos nuestro viaje y hallamos solo tres casas con cien indios, los cuales me recibieron con alegría y repartiéndoles algunas cosas que yo llevaba para ganarles las voluntades nos quedaron muy amigos, y gustaron mucho que quisiésemos fundar allí pueblo, dando ello principio con mucho contento a cuatro de febrero del año pasado 27.

El gobernador Céspedes decidió ese mismo año enviar corregidores designados por él a los pueblos de la misión del Uruguay, para lo cual nombró a Pedro Bravo para Yapeyú, pero el sistema fue poco después abandonado y los corregidores indígenas se hicieron cargo del mando político de la reducción.

## Desarrollo de la misión
Tras el asesinato de los jesuitas González de Santa Cruz y Alfonso Rodríguez Olmedo en la reducción de Todos los Santos del Caaró el 15 de noviembre de 1628, el padre Pedro Romero quedó como superior de las misiones del Paraná y del Uruguay y el padre Andrés de la Rúa lo remplazó como párroco de Yapeyú. En 1629 De la Rúa navegó hacia el origen del río Ibicuí predicando por primera vez en la región de la sierra del Tapé.
A fines de 1637 los bandeirantes paulistas se dirigieron hacia las reducciones del Tapé comenzando su destrucción, de tal manera que todas ellas fueron evacuadas hasta pasar el río Uruguay a principios de 1638, no quedando ninguna en ese momento en el actual territorio del Brasil. El avance de los bandeirantes fue detenido con el triunfo guaraní en la batalla de Mbororé el 11 de marzo de 1641, pero nuevos ataques se registraron en 1651 debiendo por prevención trasladarse a Yapeyú la población de la reducción de Nuestra Señora de Asunción de Mbororé, ubicada en la actual Provincia de Misiones. En 1657 los caciques de esta población decidieron restablecerla, para lo cual se le entregó el territorio norte de la jurisdicción de Yapeyú, dando origen a la localidad de La Cruz, que recibió los territorios en la margen derecha del río Uruguay entre el río Aguapey y el arroyo Mbocarí, y en la margen izquierda al norte del río Ibicuy, excepto un área limitada por los arroyos Parirití y Tembetarí. Delineandose así la frontera norte de la reducción de Yapeyú.
El maestre de campo Francisco García Piedrabuena al frente de 1500 yapeyuanos el 5 de noviembre de 1715 ingresó a Entre Ríos por las proximidades de las nacientes del río Gualeguay en una expedición punitiva terrestre contra los charrúas, bohanes y yaros, llegando hasta el arroyo Ñancay. El 31 de diciembre decidió retornar a Yapeyú a donde llegó el 23 de enero de 1716. Todo lo que fue documentado por el capellán Policarpo Dufó. En 1718 los jesuitas establecieron el paradero Ytú debajo del salto Grande del río Uruguay, erigiendo un oratorio puesto bajo la advocación de San Antonio de Padua custodiado por una pequeña guarnición de indígenas misioneros reducidos. Otro establecimiento en el bajo río Uruguay fue la luego denominada Calera de Barquín.

## Gobierno de la reducción
Como en las demás reducciones guaraníes, en la de Yapeyú los únicos habitantes no indígenas eran el cura párroco rector de la misión y su compañero, cuando lo había. La política reduccional implicaba que las aldeas indígenas (tekuas) fueran abandonadas para reunir todas las poblaciones en el espacio de la reducción. La institución municipal local era el cabildo, que se hallaba precedido por un corregidor (parokaitara), principal autoridad formal de la reducción. El cargo normalmente recaía en un cacique y su elección, como la del resto de los cabildantes, debía ser confirmada por el gobernador. El cabildo se renovaba anualmente efectuándose las elecciones el 1 de enero de cada año siendo el resto de los cabildantes: dos alcaldes mayores de primero y segundo voto (o ivírayucu), Teniente de corregidor, alférez real, cuatro regidores, alguacil mayor, alcalde de la Hermandad, procurador y escribano.

## Estancias de Yapeyú
La existencia de una vaquería dedicada a la captura y faena de ganado vacuno cimarrón en el área adyacente a Yapeyú, hizo que el esfuerzo productivo de la reducción no pudiera ser orientado por los misioneros jesuitas hacia la agricultura, por lo que con el ganado capturado se formó una estancia o vaquería de la reducción entre los ríos Uruguay, Guaviraví y Miriñay y los esteros del Iberá, que fue aumentada con ganado adquirido en Corrientes en 1634.
La también llamada Gran estancia de Yapeyú fue fundada el 12 de junio de 1657. Sus fronteras se fijaron por una real cédula emitida en el Pueblo de San Javier, por el gobernador y capitán general de la Provincia jesuítica del Paraguay, del virreinato del Perú, Juan Blázquez de Valverde, quien hace saber que se otorgan las tierras desde el Ibicuy al norte, hasta el Queguay al sur y desde el río Uruguay al oeste hasta el río Tacuarembó, cerro Batoví y río Iberapuitá al este, al cabildo de Yapeyú. El extremo sur quedó limitado por el río Queguay, actualmente, Departamento de Paysandú, de la República Oriental del Uruguay. Pero es a partir del acuerdo de la Concordia (1722), entre las misiones y el Gobierno de Buenos Aires, que se fijan los derechos para vaquear, hasta el río Negro, que en la práctica se extiende hasta el río Yi, lo que motivará disputas con el Cabildo de Montevideo. 
Ese gran establecimiento rural, formada por diversas estancias y puestos postas, que incluye al puesto puerto de Paysandú, se fue especializando en la producción ganadera y, junto al arroyo Ibirapitá Guazú, al sur de Yapeyú, en 1657 se fundó la estancia reducción de San Andrés de Yaros, la primera de indígenas yaros, a la que se le asignó 500 cabezas de ganado pero que no pudo sostenerse más de un año debido a que sus habitantes prefirieron regresar a la vida nómada.
Luego de que en 1657 las reducciones vencieran un nuevo ataque de los bandeirantes, en la margen izquierda del río Uruguay, el Pueblo de Yapeyú creó la estancia del Ibicuy o estancia de Santiago en territorios actualmente brasileños al sur de ese río, con 1000 animales llevados desde la margen occidental, que fueron aumentados con los apresados en la denominada Vaquería del Mar, es decir el ganado cimarrón del sureste de la Banda Oriental (actuales Departamentos del este de Maldonado, el sur de Treinta y Tres y la totalidad de Rocha de la República Oriental del Uruguay). Es también en esos años que se fundan los puestos postas, sobre el río Queguay, donde el de San Juan Bautista (mencionado en un documento de época, como "estancia", en 1702), es el único que se lo ubica en la margen derecha, entre el arroyo Los Corrales, llamado así en la época post jesuítica (antes arroyo San Martín), por los lugareños y el río Queguay, donde aún se puede observar los vestigios de la calzada construida por los indios tapes misioneros, y siguiendo unos 10 km, más al norte, por el antiguo camino de Yapeyú, grandes cercos de piedra, actualmente en uso, en la actual Estancia Buen Retiro-Castillo Morató (Municipio de Guichón,Departamento de Paysandú, Uruguay).
En 1694 la estancia de Santiago (o Ibicuy) centrada en la rinconada del Ibicuy, fue trasladada hacia la desembocadura del río Cuareim. Los indios tapes guaraníes o misioneros, comienzan grandes arreos de ganados desde la Vaquería del Mar, como proveedora de ganado, pasando a denominarse estancia de San Joseph. La captura de ganado se trasladará a fines de la década de 1750, de hecho, a la vaquería de la zona charrúa (bohán-guenoa) entre los ríos Queguay y Negro.
En 1703 fue fundada la estancia de San Pedro, al norte del río Miriñay, y comenzó a consolidarse la Gran estancia de Yapeyú, en su máxima expansión de sus límites del siglo XVIII, como el establecimiento rural más grande de la época jesuítica misionera, con casi 4.000.000 de hectáreas, seguida de la de San Miguel, con aproximadamente 2.000.000 de hectáreas. A partir de 1740, entre San Pedro y Yapeyú, se fundaron los puestos de: San Martín (para la cría de ovejas), San José (cría de caballos), San Xavier (cría de mulas de carga), San Isidro (cría de vacas lecheras), San Felipe (cría de bueyes) y los de San Alonso y San Jorge para la cría de yeguas.
Los puestos establecidos al este del río Uruguay sobre la costa del río Queguay, en la Banda Oriental se llamaron: San Juan Bautista, el más importante (según aparece en 1702, nombrado como estancia, ya mencionado y donde se dice por tradición, que una de sus edificaciones sea la capilla y, que aún mantiene sus grandes cercos de piedra, de un potrero, un encierro de caballos y otro, donde se apartaban los vacunos). Fundado a fines del siglo XVII, allí el ganado cimarrón -también llamado matrero o malevo-, que quedaba por cansado, lastimado o porque había dado cría, se convertía en “estante” o ganado manso. Ese ganado de grandes huampas, seleccionado por su pelo oscuro, dio origen a la palabra “estancia”: una gran extensión de campo natural, con animales criados al aire libre todo el año, como se le conoce en el Río de la Plata. Otros puestos postas, que se conocen de esa época, San Martín, San Jerónimo, San Borja. En 1702 fue creada la vaquería de los Pinares y en 1704, la vaquería del Río Negro, ocupada por los indios de la Estancia San Borja. Esta última, comprendía el territorio entre el río Negro, el Queguay y el Uruguay, y fue iniciada con reses de Yapeyú, Santo Tomé y La Cruz; mientras la primera, limitaba al norte con el río Uruguay, al sur y este con la sierra Geral y al oeste con un área boscosa. En 1717 y en 1729 los portugueses hicieron entradas para arrear el ganado de la Vaquería de los Pinares. En 1721 se estableció la estancia denominada San Joseph Nuevo sobre el río Arapey. En 1737 fue creada la estancia Jesús entre los ríos Queguay y Negro.
Un mapa, dibujado en 1749, por el P. José Quiroga SJ, que actualmente se conserva en el Museo del Colegio de Nuestra Señora del Rosario, con el nombre de Paisandú, aparece en el mismo lugar que ocupa hoy la ciudad, capital del Departamento (Uruguay), con el mismo nombre, próximo al grado 32 de latitud. A Paysandú se la fundó como puesto puerto, vinculado con los puestos postas del río Queguay y estratégico para el transporte fluvial, de personas y mercaderías, del sistema económico, jesuítico misionero guaraní.

## Expulsión de los jesuitas
El 2 de abril de 1767 el rey Carlos III de España firmó en El Pardo el decreto conocido como Pragmática Sanción de 1767, cuyo título es «Pragmática sanción de su Magestad en fuerza de ley para el estrañamiento de estos Reynos a los Regulares de la Compañía, ocupación de sus Temporalidades, y prohibición de su restablecimiento en tiempo alguno, con las demás prevenciones que expresa». El rey dispuso que en todos los territorios sujetos a su jurisdicción fueran aprehendidos y luego expulsados los jesuitas y su patrimonio incautado.
En 1768 el gobernador del Río de la Plata, Francisco de Paula Bucarelli y Ursúa, organizó una expedición militar para expulsar a los jesuitas de las misiones, para ello, remontó el río Uruguay con 1500 soldados, llegó a El Salto el 16 de junio de 1768 e hizo restaurar para base de operaciones el fuerte de San Antonio del Salto Chico levantado en 1757. El 24 de junio partieron los destacamentos al mando de Riva Herrera y de Francisco Bruno de Zavala, el 27 partió el destacamento de Elorduy, el 28 el de Pérez de Saravia y el 29 el de Bucarelli. En el lugar permaneció un destacamento al mando del teniente Nicolás García con tres embarcaciones.
Este fuerte fue depósito de abastecimientos y sirvió como cárcel para los sacerdotes jesuitas, en la medida que eran detenidos en sus pueblos y remitidos al mismo. A mediados de julio de 1768 llegaron remitidos el superior jesuita de Yapeyú y 6 sacerdotes y poco después llegaron otras remesas de los demás pueblos. El 5 de agosto de 1768, los sacerdotes jesuitas detenidos en el fuerte fueron remitidos a Buenos Aires para ser luego enviados a España, y de allí a Italia.

## Departamento de Yapeyú

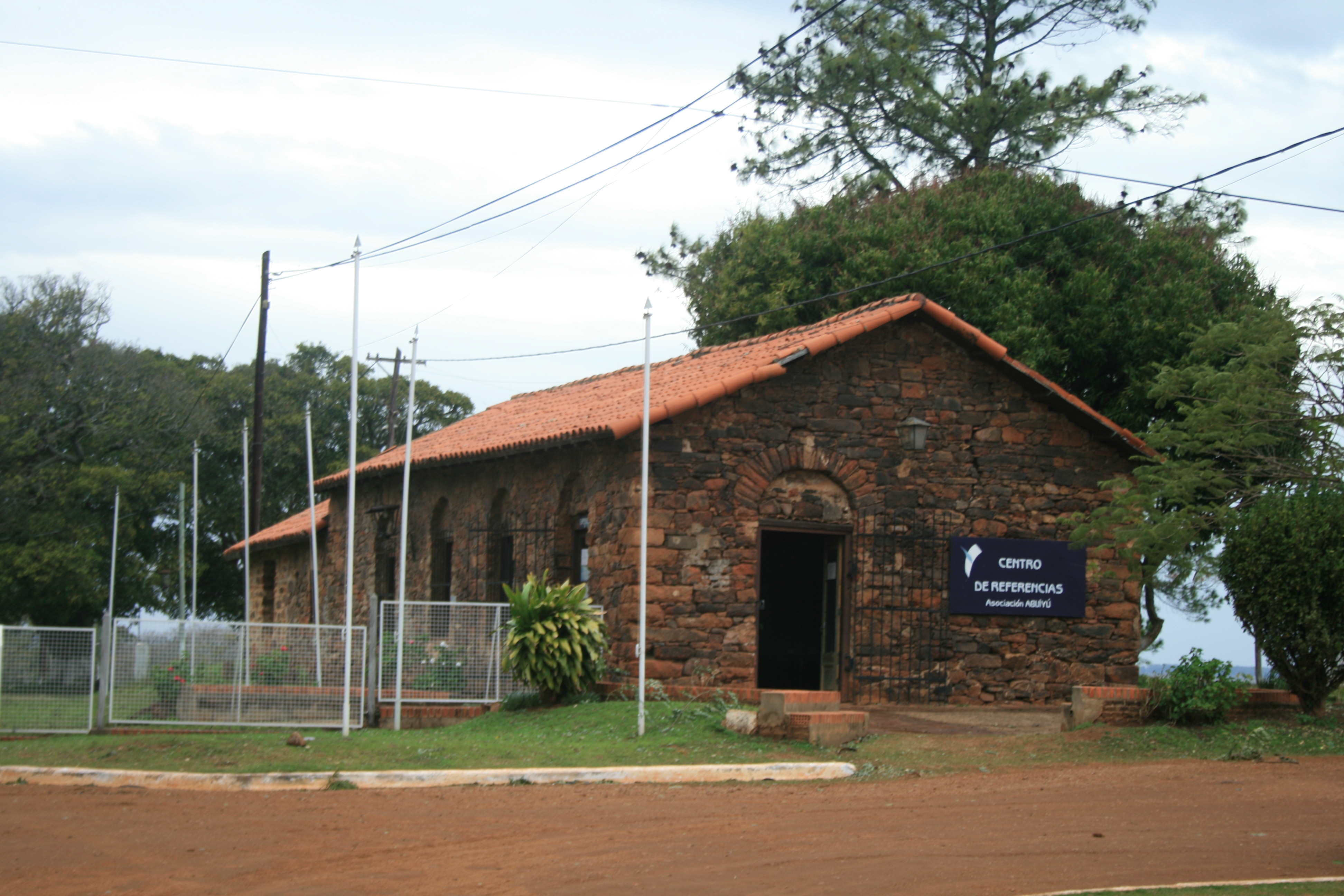
Misión Jesuítica de Yapeyú.

La de Yapeyú fue una de las 10 reducciones encomendadas a los dominicos al ser expulsados los jesuitas.
El gobernador Francisco de Paula Bucarelli dictó las ordenanzas del 23 de agosto de 1768 dividiendo el territorio de las Misiones entre dos gobernadores interinos, quedando Yapeyú bajo las órdenes del capitán de dragones Francisco Bruno de Zavala con sede en San Miguel.
En 1769 Francisco Bruno de Zavala como gobernador interino de los diez pueblos de las Misiones del Uruguay debió intervenir en un litigio entre los pueblos de La Cruz y Yapeyú, informando en esa ocasión a Bucarelli el 26 de noviembre de 1769 que el administrador y el cura de Yapeyú (fray Marcos Ortíz y Gregorio de Soto) le habían solicitado la propiedad de las tierras entre el río Miriñay y el arroyo Yuquerí Grande:

... que veean si haviendo me pedido merced del territorio que tenian Poblado desde el Miriñay hasta el Yuqueri por la costa septentrional del Uruguay no se lo havia concedido diciendoles que pediría la confirmacion de V. Exca, ó que la pidiessen ellos y que fuesen poblando para facilitar el transito desde el Salto Chico.

Zavala confirmó que había autorizado esa expansión en una carta al virrey Nicolás del Campo el 15 de junio de 1789:

... en el año de 69, para ajustar la diferencia que por un terreno tenían los pueblos de Yapeyú y La Cruz, considerando el servicio y gastos que habla hecho el primero en la expedición del Exmo. señor Don Francisco de Bucarelli y Ursúa, cuando practicó la expulsión de los Jesuítas, y que de tiempo anterior tenia sus embarcaciones en el Salto Chico del Uruguay, para que facilitaran los transportes, les concedí el terreno que hay desde el rio Miriñay hasta el arroyo Yuquerí que esta media legua más abajo del Salto Chico.

A partir de esa respuesta la Yapeyú comenzó a establecer estancias en ese territorio. El Cabildo de Yapeyú decidió el 20 de noviembre de 1769 que el fuerte de San Antonio del Salto Chico, destruido por una creciente del río Uruguay, fuera reconstruido en la margen derecha y envió dos corregidores para cumplimentar su decisión. Bucarelli tomó a su cargo la fundación de San Antonio de Salto Chico. 

(...) se hará de firme una población con capilla, casa y almacenes, para habitaciones de los naturales y pasajeros, para asegurar las haciendas que van y viene (...) para cuya determinación se ha despachado, bien instruido, a un regidor Don Ignacio Boyá y a Don Agustín Navarro, con gente correspondiente y herramientas (...)

Nuevas ordenanzas de Bucarelli del 15 de enero de 1770 centralizaron el gobierno en Zavala, que fue nombrado gobernador general interino de Misiones con sede en Candelaria. A su mando se crearon tres departamentos a cargo de los tenientes de dragones del Regimiento de Buenos Aires, correspondiendo a Francisco Pérez el Departamento de Yapeyú', que comprendía San Borja, La Cruz, Santo Tomé. El gobernador Juan José de Vértiz y Salcedo otorgó mayor independencia administrativa a los departamentos, poniéndolos a cargo de tenientes de gobernador, asumiendo en 1775 en Yapeyú Juan de San Martín. Éste llevó adelante la colonización de los campos deshabitados ubicados entre el río Miriñay y el arroyo Yuquerí Grande, traspasándolo por el sur hasta el arroyo Yeruá, (al sur de la actual ciudad de Concordia), incorporando estos territorios a la jurisdicción misionera. Creó allí las estancias de La Merced (hoy Monte Caseros), San Gregorio (cerca de Mocoretá), Concepción de Mandisoví (cerca de Federación) y Jesús del Yeruá (un poco al sur de Concordia). Afianzando la ruta comercial del río Uruguay que debía saltar los escollos del los saltos Chico y Grande, para lo cual se reactivó el puerto de San Antonio del Salto Chico.
La Real Ordenanza de Intendentes del 28 de enero de 1782 creó la provincia subordinada de los Treinta Pueblos de las Misiones Guaraníes.
En 1792 el hacendado correntino Miguel Pérez solicitó al Cabildo de Yapeyú la entrega de la región de Curuzú Cuatiá (punto donde se había establecido una cruz grande con letras a modo de mojón), generándose una disputa territorial con Corrientes. El virrey Gabriel de Avilés y del Fierro dispuso el 18 de enero de 1800 una línea limítrofe provisional para las Misiones y Corrientes, estableciendo ser de Yapeyú desde la:

... desde la cuchilla, que jira desde las inmediaciones del Rio Corriente y Miriñay en sus nacientes del Yberá, hasta las de Guayquiraró y Mocoretá, dividiendo las vertientes de las aguas en aquellos campos; con lo que quedaron sujetos á aquel Gobierno todos los establecimientos de aquella banda de dicha cuchilla en que se comprehende la capilla de Nuestra Señora del Pilar del Curato de San Roque, asistida de un clérigo con jurisdiccion espiritual: está situada entre los Rios Miriñay, y Mocoretá, sobre el de Curuzucuatíá.

Avilés explicó el límite a su sucesor Joaquín del Pino en su Memoria:

La ciudad de Corrientes pretende estender su jurisdicción con perjuicio del Departamento de Yapeyú; sobre que sigue pleito, y para cortar en parte los perjuicios, determiné por providencia interina fuesen límites de ambas jurisdicciones, las cabeceras y puntas de los arroyos que desaguan en el río de Corrientes hácia la parte del Miriñay, y la del pueblo de Yapeyú, desde dichas cabeceras de arroyos, en que se incluyen los que desaguan en el Rio Miriñay, y hasta las cabeceras del Arroyo Gualeguay Grande, que enfrentan con el Salto Chico, siguiendo hácia el nordeste hasta Itapuá Guazú.

El 14 de marzo de 1801 fue fundada la villa de Belén en territorio yapeyuano, con vecinos trasladados de los pueblos de Las Víboras, Espinillo, Santo Domingo de Soriano y Paysandú. La villa quedó bajo dependencia del gobernador de Misiones.
Luego de producida la Revolución de Mayo de 1810 en Buenos Aires la Primera Junta elevó a los indígenas a la misma categoría que los españoles y criollos, finalizando el régimen de las reducciones. El pueblo de Yapeyú fue destruido por completo en 1817 por los portugueses.